# Quercus austrocochinchinensis
Quercus austrocochinchinensis — вид рослин з родини Букові (Fagaceae); поширений у Китаї, Лаосі, Таїланді, В'єтнамі.

## Опис
Дерево 15–20 м заввишки; стовбур досягає 1 м в діаметрі. Кора блідо-сіра, дещо білувата. Гілочки жовтуваті, зі зірчастими волосками, але ± гладкі. Листки 10–15 × 3–5 см, шкірясті, жорсткі, від довгасто-еліптичних до ланцетоподібних; верхівка коротко загострена або гостра; основа клиноподібна; молоде листя запушене з обох боків, зріле листя голе; зверху яскраво-зелені; край трохи хвилястий, з 2–6 парами коротких, тупих зубців уздовж верхівкової половини; ніжка листка довжиною 1–2 см, зі зірчастими волосками, стає голою. Жіночі суцвіття малоквіткові; квітки волохаті, іржаві. Жолудь діаметром 1.3–1.8 см, довжиною 1–1.4 см, жовто-коричневий шовковистий, сплощений з усіченою основою; закритий повністю або крім верхівки у тонку (2 мм) чашечку з 7–9 концентричними зубчастими кільцями; дозріває 1 рік.

## Середовище проживання
Поширення: Юньнань — Китай, Лаос, Таїланд, В'єтнам. Зростає в ярах, рідколіссях, гірських долинах і на берегах річок. Висота зростання: 700–1000 м.

## Загрози
Q. austrocochinchinensis особливо схильний до гібридизації з іншими дубами, особливо з поширеним Quercus kerrii. На вид також впливають інші загрози, такі як: вирубка лісу, очищення середовища існування, заготівля дров.